# Hans Barion

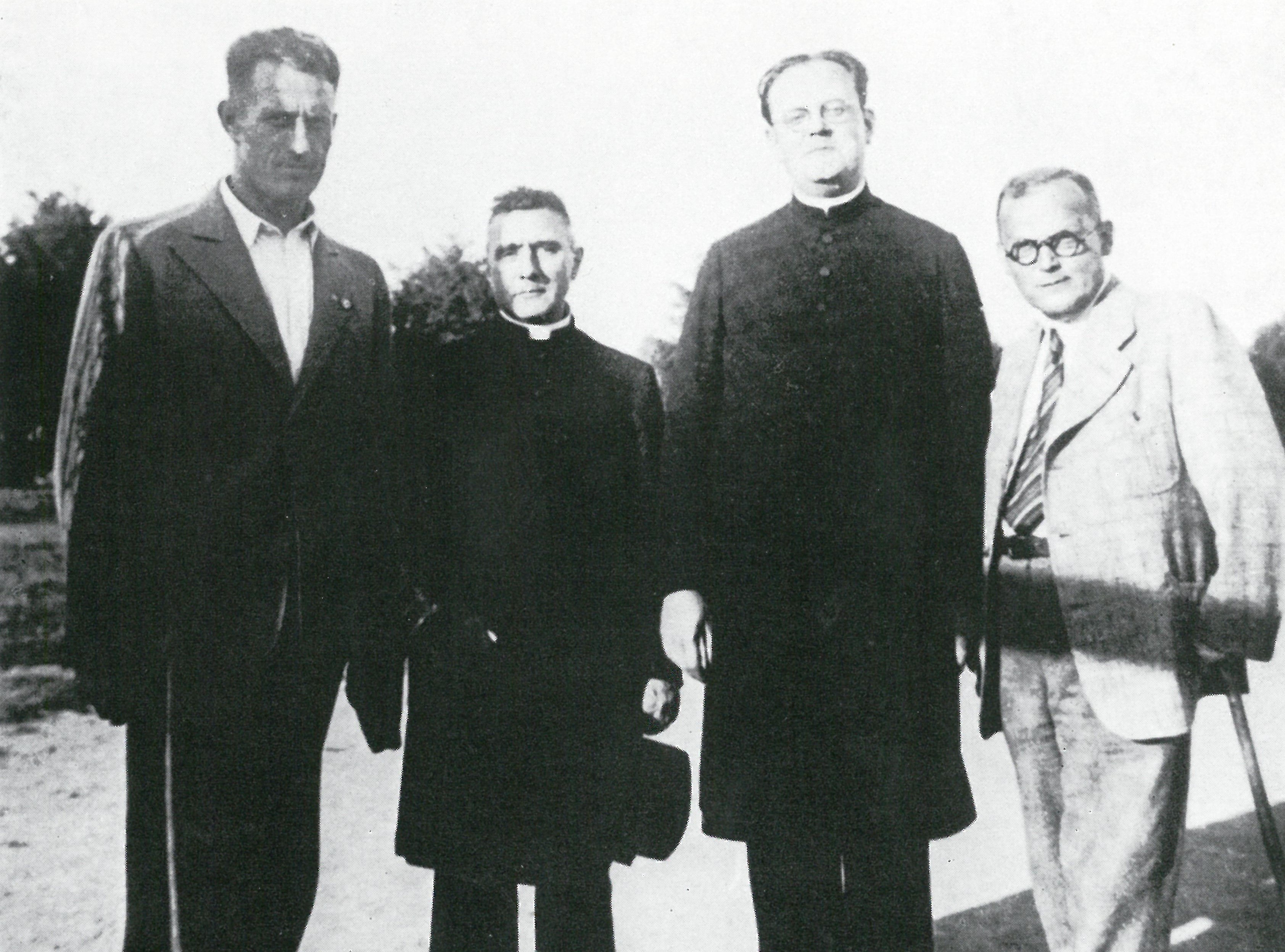
Lehrer der Mittelschule Braunsberg (3. v.l.: Hans Barion), um 1935

Hans Barion (* 16. Dezember 1899 in Düsseldorf; † 15. Mai 1973 in Bonn) war ein deutscher katholischer Kirchenrechtler.

## Leben
Hans Barion legte 1917 am Städtischen Realgymnasium Rethelstraße in Düsseldorf die Reifeprüfung ab. Von 1917 bis zum Kriegsende war er Soldat und begann ab dem Wintersemester 1919/1920 das Studium der Philosophie, Geschichte und Theologie an der Rheinischen Friedrich-Wilhelms-Universität Bonn, der Schwerpunkt lag auf dem kanonischen Recht.
Nach seiner Priesterweihe am 14. August 1924 im Kölner Dom war er als Lehrer in Honnef, als Kaplan in Menden und als Rektor in Elberfeld tätig.
Ab Dezember 1928 studierte er kanonisches Recht an der Päpstlichen Universität Gregoriana in Rom und wohnte im Deutschen Kolleg Campo Santo am Vatikan. Nach der theologischen Promotion bei Albert Michael Koeniger 1929 in Bonn folgte 1930 in Rom das kanonistische Doktorat. Er wurde im November 1930 in Bonn mit der erweiterten Fassung seiner Promotionsschrift über Das fränkisch-deutsche Synodalrecht des Frühmittelalters habilitiert.
Die Vorlesung über Rudolph Sohm und die Grundlegung des Kirchenrechts zeigte eine prägende Quelle für sein kanonistisches Denken auf und begründete unter anderem seine anti-ökumenische Fundamentaltheorie des Kirchenrechts, von der er sein Leben lang überzeugt war.
Der Fundamentaltheologe Karl Eschweiler vermittelte ihn zum Wintersemester 1931/1932 als Dozenten an die Staatliche Akademie Braunsberg in Ostpreußen. 1933 wurde er zum ordentlichen Professor für Kirchenrecht ernannt.

## Barion während der NS-Diktatur
Carl Schmitt und Eschweiler beeinflussten ihn, zum 1. Mai 1933 in die NSDAP einzutreten (Mitgliedsnummer 2.070.445). Der Aufsatz Kirche oder Partei? von 1933 war eine der wenigen Publikationen zugunsten der Nationalsozialisten, im Geheimen war er jedoch in intensiverer Form für Berliner Ministerialkreise, vor allem durch Kontakt mit dem Schmitt-Schüler Werner Weber im Wissenschaftsministerium, als Gutachter in staatskirchenrechtlichen Fragen tätig, wie erst in jüngerer Zeit sicher nachgewiesen werden konnte. Als Hauptgegner benannte Barion dabei die römische Kurie und alle Formen des „politischen Katholizismus“ und versuchte dem Staat Wege aufzuzeigen, deren Einfluss in Deutschland so weit wie möglich zurückzudrängen. Zugleich bemühte sich Barion um Erhalt und Stützung der staatlichen theologischen Fakultäten. Es waren möglicherweise die verdeckten gutachterlichen Tätigkeiten und öffentliche Vortragsäußerungen, die am 20. August 1934 zur suspensio a divinis durch die römische Konzilskongregation führten, die Barion zusammen mit seinem Kollegen Eschweiler traf. Nach einer Unterwerfungserklärung und dem Versprechen, „dem kirchlichen Geist nicht mehr zuwiderzuhandeln“, durften beide im Oktober 1935 wieder ihre Ämter ausüben. Barion blieb seitdem von kirchlicher Seite als Priester unbeanstandet. Barion stand von 1933 an bis zu seinem Tod in enger Verbindung zum Staatsrechtler Ernst Forsthoff. Im Jahre 1936 war Barion Rektor der Staatlichen Akademie Braunsberg.
Als Barion sich 1937 mit Unterstützung der zuständigen Reichsministerien um den Wechsel auf die vakante Kirchenrechtsprofessur der Universität München bemühte, stieß er auf heftigen Widerstand bayerischer Regierungskreise und von Kardinal Michael von Faulhaber. Wegen der Ernennung zum 1. Juli 1938 bewirkte Faulhaber eine Protestnote des Heiligen Stuhls, die dann zu monatelangen diplomatischen Auseinandersetzungen um Barion führte und im Februar 1939 die Schließung der Münchener katholisch-theologischen Fakultät durch das bayerische Kultusministerium nach sich zog, die bis Kriegsende andauerte.
Der Kölner Kardinal Karl Joseph Schulte hatte dagegen keine Einwände, Barion zum Sommersemester 1939 als Nachfolger seines Lehrers Albert Michael Koeniger an die Kath.-Theol. Fakultät in Bonn zu berufen, wo er bis Kriegsende Professor für Kirchenrecht und mehrere Jahre vom Staat gestützter Dekan war. Seine Mitarbeit im „Ausschuß für Religionsrecht“ an der „Akademie für Deutsches Recht“ von 1939 bis 1940 bestätigte auch während dieser Zeit die Nähe zur nationalsozialistischen Regierung.

## Barion nach dem Zweiten Weltkrieg
Nach dem Zusammenbruch des Dritten Reiches 1945 wurde Barion seines Bonner Lehrstuhls enthoben. In langwierigen Prozessen um dessen Wiedererlangung blieb er erfolglos; vor allem die Münchener Kath.-Theologische Fakultät hielt ihm sein Engagement für den Nationalsozialismus vor, während die Bonner Fakultät ihm gegenüber tief gespalten war. Barion lebte forthin als Privatgelehrter und Publizist in Bonn (u. a. pseudonyme Veröffentlichungen in der Zeitschrift Priester und Arbeiter, viele theologische und kirchenrechtliche Artikel im Großen Brockhaus der 1950er und 1960er Jahre, dessen ständiger Mitarbeiter er zum Broterwerb war). In enger Freundschaft war er u. a. mit dem Literaten Gustav (Hillard) Steinbömer (1881–1972), vor allem aber mit dem Staatsrechtler Carl Schmitt und anderen Personen aus dessen intellektuellem Zirkel verbunden, was unter anderem im umfangreichen Briefcorpus im Schmitt-Nachlass Niederschlag fand. Barion fungierte als Mitherausgeber der vielbeachteten Festschrift Epirrhosis zum 80. Geburtstag Schmitts 1968.
Innerhalb seiner Kirche galt der scharfsinnige, aber zu Polemik und Zynismus neigende Kanonist immer mehr als Außenseiter, obwohl er bis zu seinem Tod als Priester der Erzdiözese Köln lebte und wirkte. Barion präsentierte sich in theologischen Fragen stets als strikt konservativer Theologe, während er hinsichtlich des Staat-Kirche-Verhältnisses auf klare Trennung der Bereiche pochte und seine schon im Nationalsozialismus erkennbare Zurückweisung aller Formen direkten oder indirekten politischen Engagements der Kirche unvermindert aufrechterhielt. So kritisierte er in seinen nicht allzu zahlreichen, aber qualitativ herausragenden kanonistischen Beiträgen die Konkordate zwischen Staat und Kirche oder die deutsche Kirchensteuerpraxis ebenso wie die Reformen des Zweiten Vatikanischen Konzils in ihren Folgen für Theologie, Liturgie und Glaubensleben.
Der Nachlass Barions gilt als verschollen.

## Veröffentlichungen
- Die Verfassung der fränkisch-deutschen Synoden des Frühmittelalters. Diss. Bonn, 1929.
- Rudolph Sohm und die Grundlegung des Kirchenrechts. Tübingen, 1931.
- Das fränkisch-deutsche Synodalrecht des Frühmittelalters (= KStT 5/6). Bonn, 1931 / Neudruck Amsterdam, 1963.
- Die Nationalsynode im fränkisch-deutschen Synodalrecht des Frühmittelalters. In: Verzeichnis der Vorlesungen an der Staatlichen Akademie zu Braunsberg, Sommersemester 1934, Königsberg 1934.
- Die observanzmäßige Verpflichtung der Mennoniten in den Marienburger Werdern zur Mittragung der evangelischen Kirchenbaulast. Braunsberg 1936.
- Kirche und Kirchenrecht. Gesammelte Aufsätze. Hrsg. von W. Böckenförde. Paderborn u. a. 1984.